# Gian Battista Macolino
Gian Battista Macolino (né à Gualdera une frazione de Campodolcino, Italie vers 1604  et mort à Chiavenna, Italie en 1673) est un peintre italien actif au XVIIe siècle av. J.-C.

## Biographie
On sait peu de choses de Giovanni Battista Macolino. Il est probablement né au cours de la première décennie du XVIIe siècle à Gualdera, frazione de Campodolcino dans la province de Sondrio, vu qu'il se dit « peintre de Gualtera » dans la cartouche de son premier tableau, mais rien d'officiel le certifie.
Vu les homonymies fréquentes, il est impossible de déterminer où et quand le peintre s'est marié.
Il a eu au moins cinq enfants à Chiavenna. Le premier Giovanni Battista, est né en 1638, comme stipulé sur son acte de décès avenu à Chiavenna le 14 mai 1696. Cet acte est particulièrement important car il témoigne de l'existence de deux peintres Giovanni Battista Macolino, père et fils : «Johannes Baptista Maccolinus pictor filius quondam alterius domini pictoris Johannis Baptistæ », soit Giovanni Battista Macolino pittore, fils senior, qui signait ses peintures et souvent les datait.
La production artistique de Gian Battista Macolino est riche en quantité, même si elle n'est pas estimée par la critique d'un grand niveau. L'artiste reste néanmoins le seul peintre d'un certain relief de l' art de Valchiavenna, un « artisan décent avec des moments de fraiche et sincère inspiration »
.

## Musées
Ses œuvres sont dans de nombreuses églises et des galeries publiques en Italie et en Suisse.
- Église Saint-Ambroise de Lierna, Lierna
- Musée Valtellina, Palazzo Sassi, Sondrio

## Œuvres
- Notre Dame du Rosaire, connu sous le nom La Madonna di Lierna entourée des Saint François d'Assise, Saint Antoine le Grand, Saint Antoine de Padoue,Église Saint-Ambroise de Lierna[2].
- Inconorazione della Madonna con i santi Antonio Abate e Giovanni Battista [3].
- Madonna con Bambino e santi Carlo Borromeo, Nicola di Bari e Anna[4].